# Gornji Rsojevići
Gornji Rsojevići (cyr. Горњи Рсојевићи) – wieś w Czarnogórze, w gminie Danilovgrad. W 2011 roku liczyła 18 mieszkańców.